# Кадище
Кади́ще — село в Україні, у Луцькому районі Волинської області. Входить до складу Цуманської селищної громади. Населення становить 465 осіб.

## Історія
У другій половині XIX століття біля урочища Кадище на північно-західній стороні був хутір Мартишевщина.
19 липня 2020 року, в результаті адміністративно-територіальної реформи та ліквідації Ківерцівського району, село увійшло до складу Луцького району.

## Розташування і соціальні об'єкти
Село Кадище розкинулося по обидва боки залізниці на самісінькій межі з Рівненщиною; залізниця розділила село навпіл. Одна його половина, з боку Цумані, відійшла до Цуманської селищної ради, друга — до Дідичів.
Маленька кадищенська початкова школа (на фото) розміщена у фінському щитовому будиночку, розділеному на 2 кімнати (класи). Станом на кін. 2008 року в школі навчалися 26 учнів, учительський колектив закладу — три учителі, у тому числі директор.
Біля села розташована ботанічна пам'ятка природи — Дубове урочище «Рудочка».

## Населення
Згідно з переписом УРСР 1989 року чисельність наявного населення села становила 495 осіб, з яких 225 чоловіків та 270 жінок.
За переписом населення України 2001 року в селі мешкало 465 осіб.

### Мова
Розподіл населення за рідною мовою за даними перепису 2001 року:
| Мова       | Відсоток |
| ---------- | -------- |
| українська | 96,77 %  |
| угорська   | 2,37 %   |
| російська  | 0,65 %   |
| інші       | 0,21 %   |